# Primera
Primera kisváros az USA Texas államának Cameron megyéjében. Lakosainak száma 5257 fő (2020. április 1.).

## Népesség
A település népességének változása:

| 2010 | 4 070 |
| 2020 | 5 257 |